# Фарол (Парана)
Фарол (порт. Farol) — муниципалитет в Бразилии, входит в штат Парана. Составная часть мезорегиона Западно-центральная часть штата Парана. Входит в экономико-статистический микрорегион Кампу-Моран. Население составляет 3653 человека на 2006 год. Занимает площадь 289,232 км². Плотность населения — 12,6 чел./км².

## Статистика
- Валовой внутренний продукт на 2003 год составляет 68 842 244,00 реалов (данные: Бразильский институт географии и статистики).
- Валовой внутренний продукт на душу населения на 2003 год составляет 18 140,25 реалов (данные: Бразильский институт географии и статистики).
- Индекс развития человеческого потенциала на 2000 год составляет 0,701 (данные: Программа развития ООН).